# Kościół św. Trójcy w Iwanowicach
Kościół św. Trójcy w Iwanowicach – drewniana świątynia w Iwanowicach Włościańskich (Iwanowicach) w województwie małopolskim, w diecezji kieleckiej. Jest jednym z zabytków na szlaku architektury drewnianej województwa małopolskiego.
Usytuowany jest w samym środku wsi, na niewielkim wzniesieniu. Powstał w 1745 na bazie gotyckiej świątyni z 1408, w której w XVI w. działali bracia polscy. W 1557 odbył się Synod piotrkowski. Rekatolicyzacja wsi nastąpiła po przejściu rodziny Dłuskich, właścicieli Iwanowic na katolicyzm. Wówczas kościół wcześniej zamieniony na zbór, po odrestaurowaniu ponownie został konsekrowany w 1624.
Obecny kościół ufundował dziedzic Iwanowic August Aleksander Czartoryski.
Kościół św. Trójcy zbudowany jest w konstrukcji zrębowej o ścianach pionowo oszalowanych z listowaniem i ze stromym dachem pokrytym blachą. Posiada dwie wieże o konstrukcji słupowo-ramowej. Szczyty zwieńczone są hełmami kopulastymi z pozornymi latarniami, a pomiędzy nimi znajduje się kruchta. Do prezbiterium została dobudowana murowana zakrystia, dawniej spełniająca rolę skarbczyka, i kaplica św. Anny Samotrzeć, która pierwotnie była zakrystią.
Wewnątrz zastosowane są sklepienia pozorne. Nad wejściem do zakrystii znajduje się ostrołukowy portal gotycki będący częścią innego kościoła.
W świątyni znajdują się trzy zabytkowe rzeźby gotyckie: Świętego Krzysztofa z lat 1480–1490 z warsztatu Wita Stwosza, Chrystusa Zmartwychwstałego z pierwszej połowy XVI w. oraz rzeźba Matki Boskiej z Dzieciątkiem z XVI w., a także trzy ołtarze z obrazami z okresu późnego renesansu w stylu manieryzmu z pierwszej połowy XVII w. Na ołtarzu bocznym widoczny jest gotycki obraz Matki Boskiej z Dzieciątkiem odsłonięty w 1973 podczas przeprowadzanych prac renowacyjnych oraz na głównym ołtarzu dzieło Adoracja Świętej Trójcy. W ołtarzu głównym znajduje się późnogotycki krucyfiks z pierwszej połowy XVI w.
Świątynia była wielokrotnie odnawiana m.in. w XIX w. i w latach 70. XX w.
Obiekt został wpisany do rejestru zabytków nieruchomych województwa małopolskiego.